# The Final Journey
«The Final Journey» (рус. Последнее путешествие) — пятый студийный альбом немецкой викинг-метал-группы Black Messiah, выпущенный 24 марта 2012 года на лейбле «AFM Records» (# AFM 353). В России издан по лицензии фирмой «ФОНО» (# FO897CD).

## Об альбоме
Записан в «Sinustal Studios» (Эссен). Запись ударных произведена в «Sonarklang Studios».
«Into the Unfathomed Tower» — кавер-версия инструментальной композиции группы Candlemass c её альбома 1989 года «Tales Of Creation» (это один из редких скоростных треков в преимущественно дум-металлическом наследии коллектива) . Солирующим инструментом в отличие от оригинала здесь выступает скрипка.
В трек-лист вошла новая версия песни «Feld Der Ehre» со второго альбома «Oath Of A Warrior» (2005).
Четыре последние композиции альбома объединены общей концепцией под названием The Naglfar Saga и повествуют о недостойном Вальгаллы воине, который после своей смерти попадает в Хельхейм. Невзирая на мольбы и раскаяние, богиня Хель отправляет его на борт Нагльфара. Воин, став членом команды из живых мертвецов, плывёт на нём в вечность.
Специальное издание включает бонус-DVD. В него вошли: видеоклип на песню «Windloni» (режиссёр — Rainer Zipp Fränzen) и фильм о его создании, а также съёмки закулисья концертов в Берне, Москве и на фестивале Summer Breeze.

## Список композиций
Авторы всех композиций, кроме #4 — Black Messiah. Автор #4 — Лейф Эдлинг
1. Windloni (рус. Виндлони[2]) — 05:10
2. Der Ring mit dem Kreuz (рус. Кольцо с крестом) — 08:35
3. To Become a Man (рус. Чтобы стать мужчиной) — 06:10
4. Into the Unfathomed Tower (A Tribute to Candlemass) (рус. В громадную башню (Трибьют группе Candlemass)) — 03:18
5. Feld der Ehre 2012 (рус. Поле чести) — 04:29
6. Lindisfarne (рус. Линдисфарн) — 05:00 
 The Naglfar Saga (рус. Сага о Нагльфаре):
7. Prologue — The Final Journey (рус. Пролог - Последнее путешествие) — 03:47
8. Mother Hel (рус. Мать Хель) — 05:43
9. On Board (рус. На борту) — 06:43
10. Sailing Into Eternity (рус. Плывя в вечность) — 06:28

На немецком (1—2, 5—6), английском (3, 7—10) языках; #4 — инструментальная композиция

## Участники записи
- Zagan — вокал, скрипка, акустическая гитара, электрогитара
- Frangus — электрогитара
- Meldric — электрогитара
- Garm — бас-гитара
- Agnar — клавишные
- Brøøh — ударные

Приглашённые музыканты:
- Markus «Mönch» Wahlers — баритон в песнях «Mother Hel» и «Sailing Into Eternity»
- Maike Flüshön — женский вокал в песне «Mother Hel»
- Tom Zahner — вступительная речь в композиции «Prologue — The Final Journey»